# Caridina unca
Caridina unca е вид десетоного от семейство Atyidae.

## Разпространение
Видът е разпространен в Мадагаскар.